# Santa Maria del Rosario della Divina Provvidenza
Santa Maria del Rosario della Divina Provvidenza é uma capela universitária desconsagrada localizada no interior do Conservatorio della Divina Provvidenza, na esquina da Via di Ripetta (nº 231) com a Via del Vantaggio, no rione Campo Marzio de Roma. É dedicada a Nossa Senhora da Providência e, posteriormente, a Nossa Senhora do Rosário.
Atualmente o local funciona como um hotel de luxo chamado Residenza di Ripetta e a visita só pode ser feita com autorização.

## História

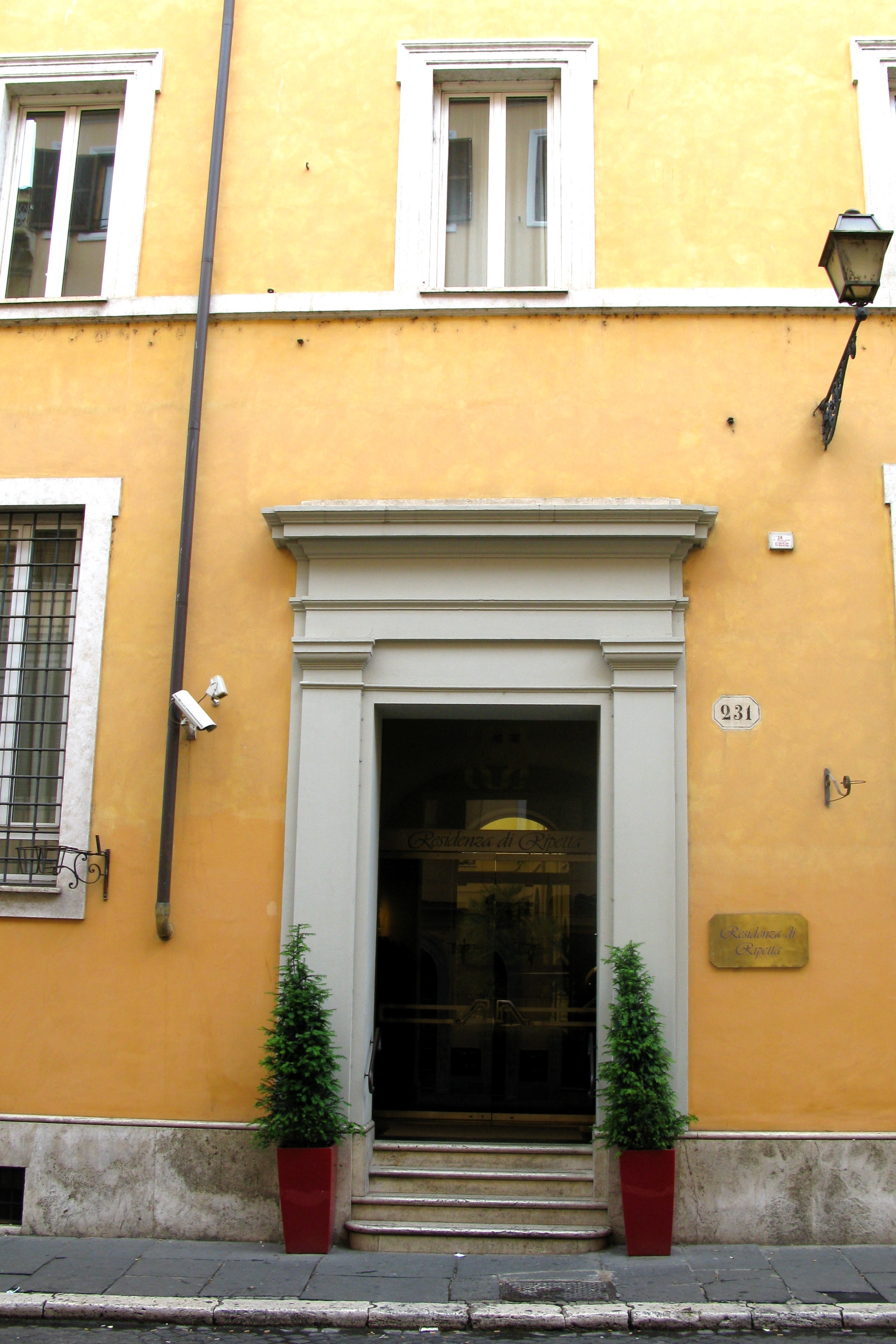
Entrada do antigo convento (e hoje do hotel) na Via di Ripetta.

Há alguma confusão nas fontes entre o Conservatorio della Divina Provvidenza , que fica no local desta capela, e a capela da Confraternità delle Sante Orsola e Caterina. Suas origens, antigas, remontam a 1674, quando foi fundada uma escola conjunta com um orfanato para garotas solteiras por um padre chamado Francesco Paperelli sob os auspícios do papa Clemente X (r. 1670-1676). Sua intenção era educá-las e treiná-las para um casamento e para o trabalho honesto segundo os costumes da época, com a missão principal de evitar que elas caíssem na prostituição para sobreviver. O primeiro endereço do grupo foi, supostamente, a Via di Tor de' Specchi (muito disputado), mas o grupo rapidamente se mudou para um local perto de uma igreja (ou capela) chamada Sant'Orsola a Ripetta por ordem de Clemente X. A capela se tornou privada nesta reconstrução e foi rededicada a Nossa Senhora da Divina Providência (em italiano:  Madonna della Provvidenza), que é um ícone famoso venerado em San Carlo ai Catinari. 
Em 1682, o papa Inocêncio XI designou algumas das receitas alfandegárias do vizinho Porto di Ripetta para manter a instituição, que era mantida por uma irmandade feminina de irmãs (em italiano:  zitelle). Contudo, o local adquiriu rapidamente uma fama muito ruim e o exterior lembrava o de uma prisão. Infelizmente, sabe-se que garotas que tinham um interesse em sexo recreativo ou, pior, tinham deficiências mentais e, por isso, eram incapazes de compreender as dimensões morais do sexo, eram mais propensas a serem forçadas a permanecer em instituições do tipo em Roma. 
Finalmente, uma reforma ocorreu no século XIX e, inicialmente, o Conservatorio della Divina Provvidenza foi unificado com o Conservatorio di San Pasquale Baylon (1828), assumindo ambos os nomes (Conservatorio della Divina Provvidenza e di San Pasquale). Em seguida, a instituição como um todo foi reformada para se transformar numa escola dirigida pelas irmãs de Santa Doroteia em 1861. A instituição conseguiu evitar o sequestro geral dos conventos em 1873 por causa da importância secular que sua obra tinha no ensino das garotas órfãs da cidade.
A escola acabou se mudando para os subúrbios de Roma no final do século XX e o complexo foi transformado na Residenza di Ripetta, um hotel de luxo. A capela, desconsagrada, foi transformada numa sala de conferências chamada Sala Bernini.

## Descrição
A fachada do complexo é muito simples e o único destaque é uma grande janela barroca com volutas nos cantos que marca a posição da capela, que fica no primeiro andar. Ela não tem nenhuma identidade arquitetural própria, apesar de seu tamanho típico de uma igreja. A planta é retangular com uma capela exterior formando um grande nicho arqueado na metade de cada lado da nave. Pilastras dóricas com relevos rasos suportam um entablamento, sobre o qual está uma abóbada de berço no teto, cortada em alguns pontos por lunetas. Elas parecem ser janelas bloqueadas, mas nunca houve janelas no local e a luz natural entra pela janela na fachada da rua e também pelas pequenas janelas sobre o tímpano do arco circundando a parede do altar-mor.
A redecoração da capela, desconsagrada, criou um espaço que significa que todas as superfícies, incluindo as do afresco, foram pintadas de branco e creme. O único afresco sobrevivente, no teto da abóbada, é do século XVIII por Giacomo Triga e representa "Deus Pai proclamando a Glória de Cristo aos Apóstolos" (João 12:28). 